# Charlie Savage
Charlie Savage (Fort Wayne, Indiana, 1975) és un periodista estatunidenc que treballa per The New York Times des del maig de 2008. El 2007, quan treballava al Boston Globe, va guanyar el Premi Pulitzer al Reportatge sobre Periodisme Nacional sobre les declaracions presidencials, específicament, el seu ús per part de l'administració Bush.
Els seus temes són la Cort Suprema, la seguretat nacional i les polítiques de detenció i d'interrogació a la badia de Guantánamo i en altres llocs durant la Guerra contra el Terrorisme. Savage és especialment conegut pels seus articles sobre les tesis jurídiques controvertides del govern de George W. Bush.
Savage es va graduar llengua i literatura anglesa i americana per la Universitat Harvard el 1998, i el 2003 va realitzar un màster a la Yale Law School, on va ser becat per la Fundació Knight. Va començar la seva carrera el 1999 com a redactor del Miami Herald, on va cobrir el govern local i estatal i ocasionalment va fer crítica cinematogràfica. Abans de treballar per al Boston Globe el 2003, els seus articles van aparèixer sota el nom Charles Savage.
El Dia de la Constitució, el 17 de setembre de 2007, Constitution Project va atorgar a Savage el primer Premi al comentari constitucional per la seva obra Takeover: The Return of the Imperial Presidency & the Subversion of American Democracy. Savage està casat amb Luiza Ch. Savage, cap de l'oficina a Washington del setmanari canadenc Maclean's.

## Obra publicada
- Savage, Charlie. Takeover: The Return of the Imperial Presidency & the Subversion of American Democracy.  Little Brown and Company, 2007-09-05. ISBN 0-316-11804-4.
- Power Wars: Inside Obama's Post-9/11 Presidency, Little, Brown, 2015, ISBN 9780316286602